# Мистер Бин на отдыхе
«Ми́стер Бин на о́тдыхе» (англ. Mr. Bean's Holiday) — британо-франко-американо-немецкая комедия 2007 года режиссёра Стива Бенделака. В главной роли снялся Роуэн Аткинсон. Одной из первых стран, в которых состоялась премьера фильма, была Россия — 29 марта 2007 года. В Великобритании премьера состоялась на следующий день — 30 марта, а в США всего лишь в конце лета — 24 августа 2007 года. Картина идёт на четырёх языках: английском, французском, испанском и русском. В мировом прокате фильм собрал $ 229 700 000. Тэглайн фильма: 
«У катастрофы есть загранпаспорт».

## Сюжет
В ходе благотворительной лотереи мистер Бин выигрывает тур в Канны, портативную видеокамеру и 200 евро. В ходе путешествия из Лондона в Канны он теряет билеты, багаж, документы и деньги, но всё-таки добирается до Канн, сохранив видеокамеру, на которую он снимает всё происходящее вокруг, и приобретя новых друзей: русского мальчика Степана (Макс Болдри) — сына кинопродюсера Эмиля Дачевского, а также начинающую актрису Сабин (Эмма де Кон).
Бин прибывает во Францию, где садится не на то такси, из-за чего на вокзал Гар де Лион ему приходится идти пешком. Опоздав на поезд, он попадает в ресторан, где заказывает морское ассорти. Впервые попробовав устрицу Бин вынужден выплюнуть её в сумочку дамы, сидящей за соседним столиком. Когда приходит следующий поезд, Бин просит прохожего снять на видеокамеру, как он садится в вагон. С третьей попытки это почти удаётся, но в этот момент поезд трогается, и Бин уезжает, а человек (оказавшийся русским режиссёром Эмилем Дачевским, также направлявшимся на Каннский кинофестиваль) не успевает сесть в вагон, в котором остаётся его сын Степан. Мистер Бин чувствует свою вину и решает развеселить парня, однако у него ничего не получается. На следующей остановке они выходят и ждут поезд с Эмилем. Тем не менее поезд не останавливается, и отец успевает только показать номер телефона отеля, где он останавливается (к сожалению, Бину не удаётся снять на камеру последние две цифры номера). Бин сближается со Степаном. Они начинают обзванивать по порядку все телефонные номера с окончанием на 2 неизвестные цифры. Прибывает ещё один поезд, на который они садятся, но забывают деньги и документы на станции. Без билетов их выгоняют из поезда. Степан подходит к госпоже на вокзале и просит деньги, мистер Бин делает то же самое, но с меньшим успехом. Денег, чтобы перебрать оставшиеся варианты телефонного номера, не хватает, к тому же за ними гонится охранник.
Чтобы достать деньги, мистер Бин танцует на площади провинциального городка и делает целый спектакль с участием Степана. Раздобыв таким образом кое-какие деньги, они покупают продукты и билеты на автобус, следующий до Авиньона. Неожиданно билет мистера Бина подхватывает ветер, и тот бежит за ним. Билет цепляется к ноге курицы, которую везут на птицеферму. Бин преследует её на велосипеде до самой фермы, где он попадает в курятник с тысячами кур. Билета, естественно, найти не удаётся. Далее он направляется автостопом сам. После ночёвки в поле он оказывается на съёмочной площадке режиссёра Карсона Клэя, где знакомится с актрисой Сабиной. Бину достаётся роль одного из немецких оккупантов в массовке рекламы йогурта. После того, как Бин портит несколько съёмочных дублей, режиссёр его увольняет. Неожиданно его решает подвезти на своей машине — точно таком же «Mini» как осталась в Англии у самого Бина — Сабина. Из-за немногословия Бина девушка принимает его за русского. Вместе они отмечают удивительное созвучие их имён — «Бин—Сабин». Степана же подвозят на своём «хиппимобиле» музыканты, с которыми он познакомился, и парень снова встречает Бина. Дальше они едут втроём и утром следующего дня прибывают в Канны. 
Эмиль сообщает в полицию, что его сына похитил Бин. Полиция объявляет Бина в розыск. Чтобы пройти полицейский кордон, мистер Бин и Степан переодеваются в старушку (мать Сабины) и дочь Сабины. Но в сам кинозал пускают только Сабину. Однако сообразительные приятели заходят через чёрный ход. Начинается показ картины Карсона Клэя «Playback Time», откуда тот вырезал сцену с Сабиной. От скуки зрители едва не засыпают во время просмотра. Мистер Бин придумывает, как выйти из ситуации, и заходит в комнату с кинопроектором. Здесь он подключает к проектору свою видеокамеру и запускает в режиме перемотки кадры съёмки Сабины. Кино буквально оживает, оживляются и скучающие зрители в зале. Карсон Клей с охраной гонится за Бином. Бин попадает на сцену под экраном, где его узнаёт Эмиль. Вдруг появляется Степан. Зрители аплодируют, на сцену поднимается Карсон и начинает кланяться, забывая о Бине. Бин выходит на крышу, и его взору открывается долгожданный вид на Средиземное море. Наконец, он попадает на городской пляж, где встречает Степана. Все на побережье поют «La Mer», а мистер Бин пишет на песке слово «Конец», и в его камере садится аккумулятор.

## В ролях
| Актёр          | Роль                               |
| -------------- | ---------------------------------- |
| Роуэн Аткинсон | Мистер Бин                         |
| Эмма де Кон    | Сабин                              |
| Уиллем Дефо    | Карсон Клэй                        |
| Макс Болдри    | Степан Дачевский                   |
| Карел Роден    | Эмиль Дачевский, русский режиссёр  |
| Жан Рошфор     | Метрдотель ресторана «Синий Поезд» |

## Критика
Фильм получил смешанные отзывы кинокритиков. На сайте Rotten Tomatoes фильм имеет рейтинг 52 % на основе 112 рецензий со средним баллом 5,5 из 10. На сайте Metacritic фильм имеет оценку 56 из 100 на основе 26 рецензий критиков, что соответствует статусу «смешанные или средние отзывы».